# Bergern im Dunkelsteinerwald
Bergern im Dunkelsteinerwald je obec v Rakousku ve spolkové zemi Dolní Rakousy v okrese Kremže.

## Geografie

### Geografická poloha
Bergern im Dunkelsteinerwald se nachází ve spolkové zemi Dolní Rakousy v regionu Mostviertel. Leží 5 km jihozápadně od okresního města Kremže. Rozloha území obce činí 36,73 km², z nichž 68,4 % je zalesněných.

### Městské části
Území obce Bergern im Dunkelsteinerwald se skládá z deseti částí (v závorce uveden počet obyvatel k 1. 1. 2015):
- Geyersberg (26)
- Maria Langegg (27)
- Nesselstauden (59)
- Oberbergern (324)
- Paltmühl (18)
- Plaimberg (7)
- Scheiblwies (63)
- Schenkenbrunn (148)
- Unterbergern (482)
- Wolfenreith (76)

### Sousední obce
- na severu: Dürnstein
- na východu: Furth bei Göttweig, Paudorf
- na jihu: Wölbling, Dunkelsteinerwald, Schönbühel-Aggsbach
- na západu: Rossatz-Arnsdorf

## Politika

### Obecní zastupitelstvo
Obecní zastupitelstvo se skládá z 19 členů. Od komunálních voleb v roce 2015 zastávají následující strany tyto mandáty:
- 15 ÖVP
- 4 SPÖ

### Starosta
Nynějším starostou obce Bergern im Dunkelsteinerwald je Roman Janacek ze strany ÖVP.

## Galerie

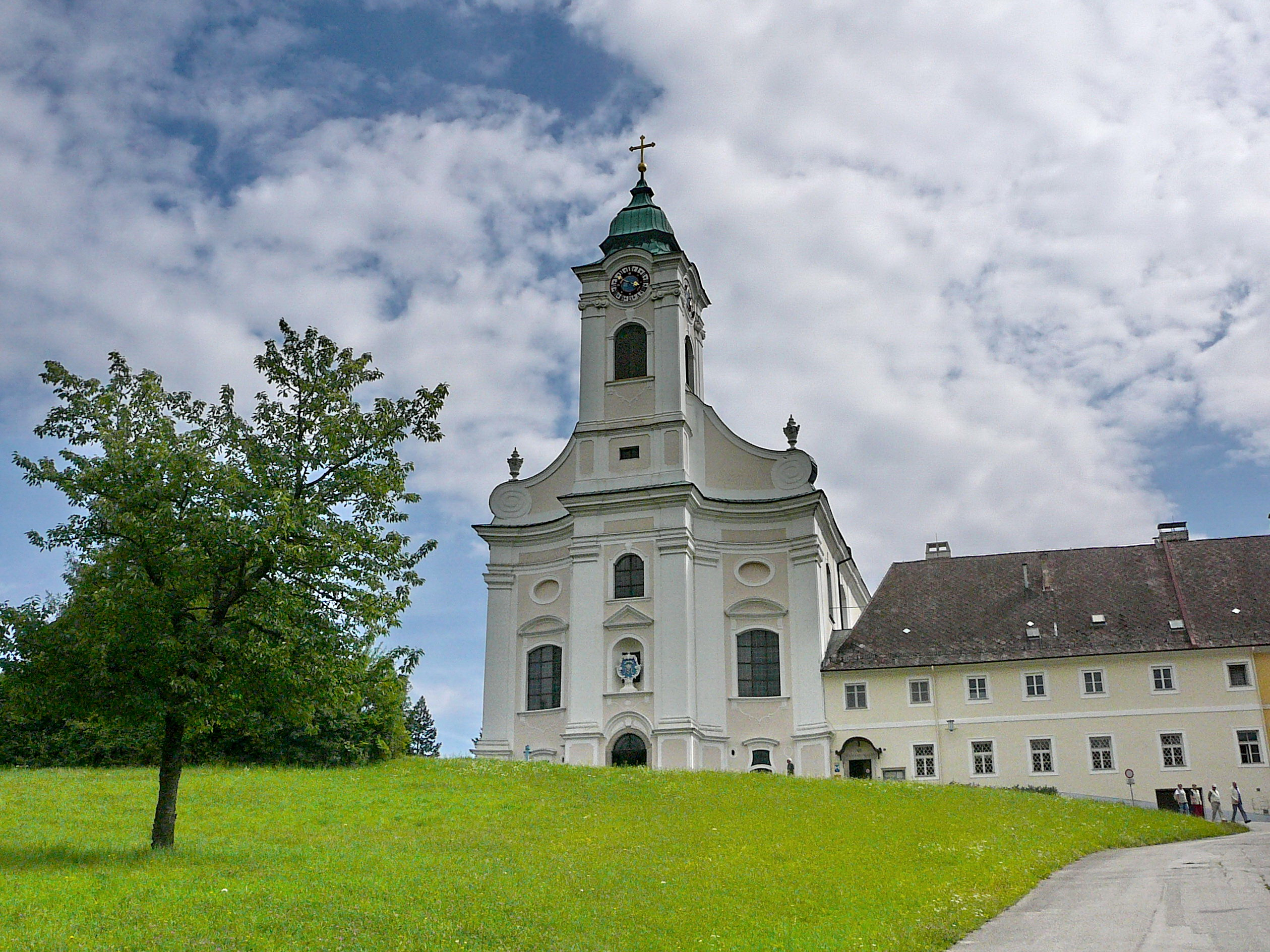
Kostel Narození Panny Marie v Maria Langegg
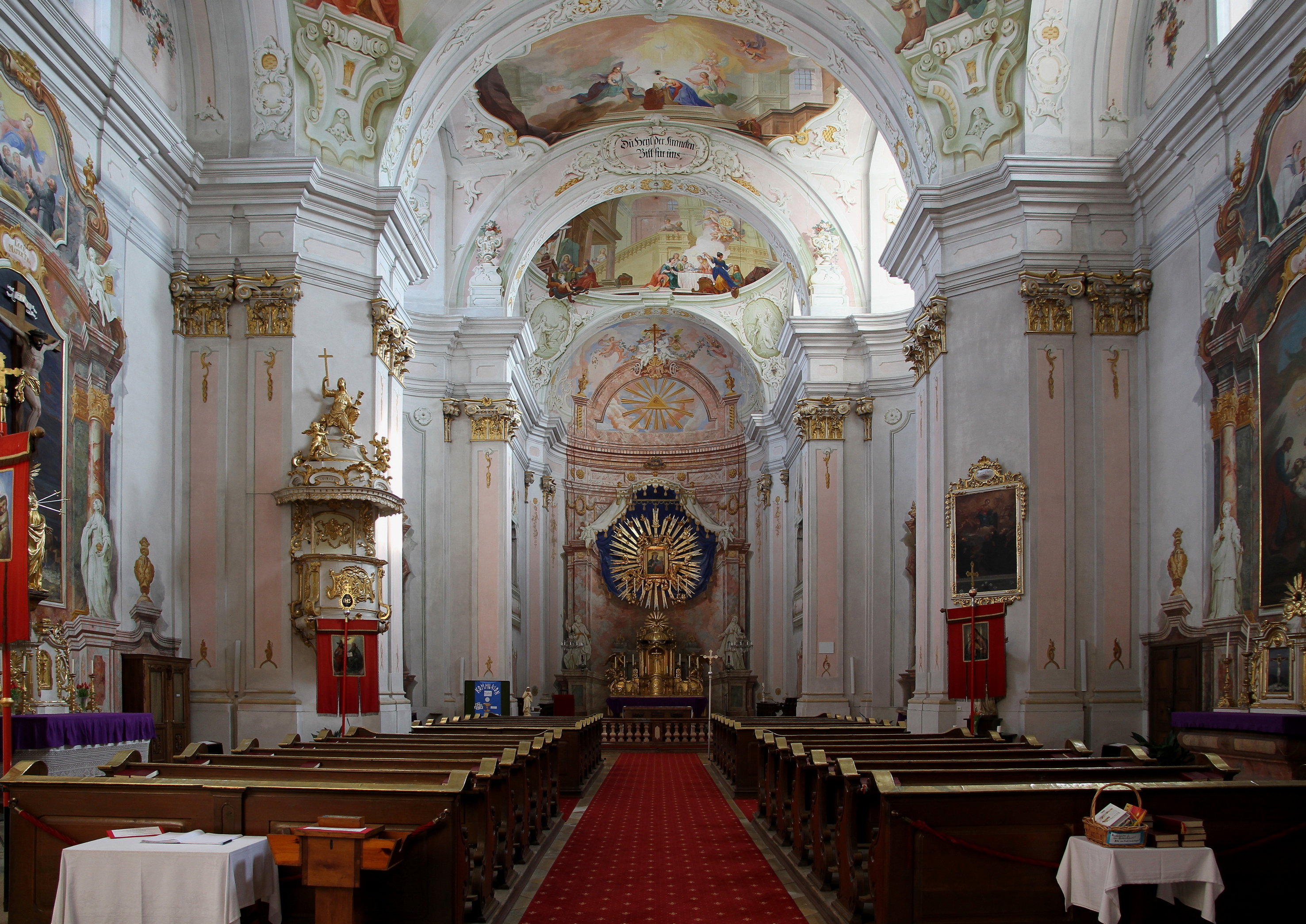
Kostel Narození Panny Marie v Maria Langegg (interiér)
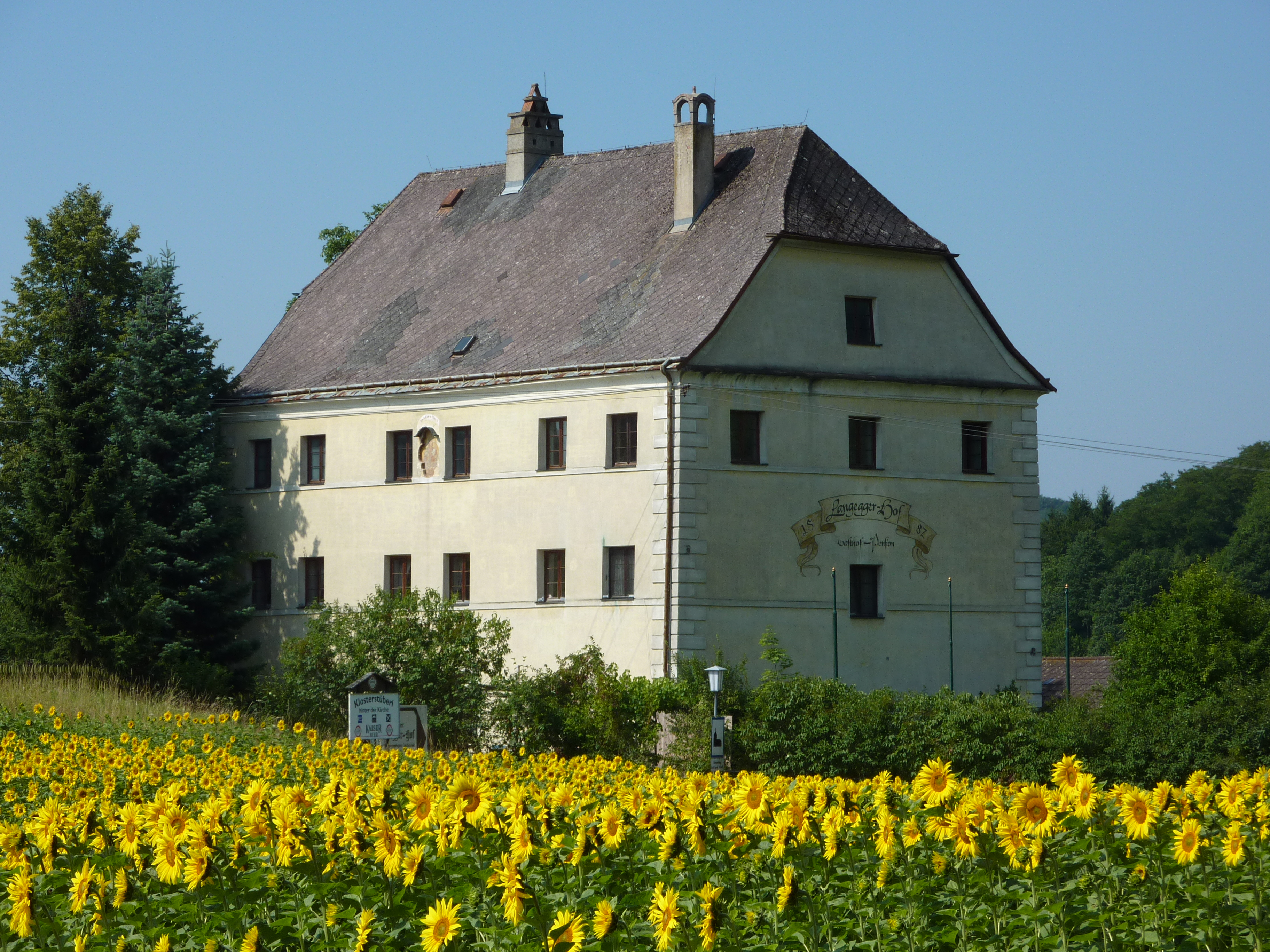
Maria Langegg
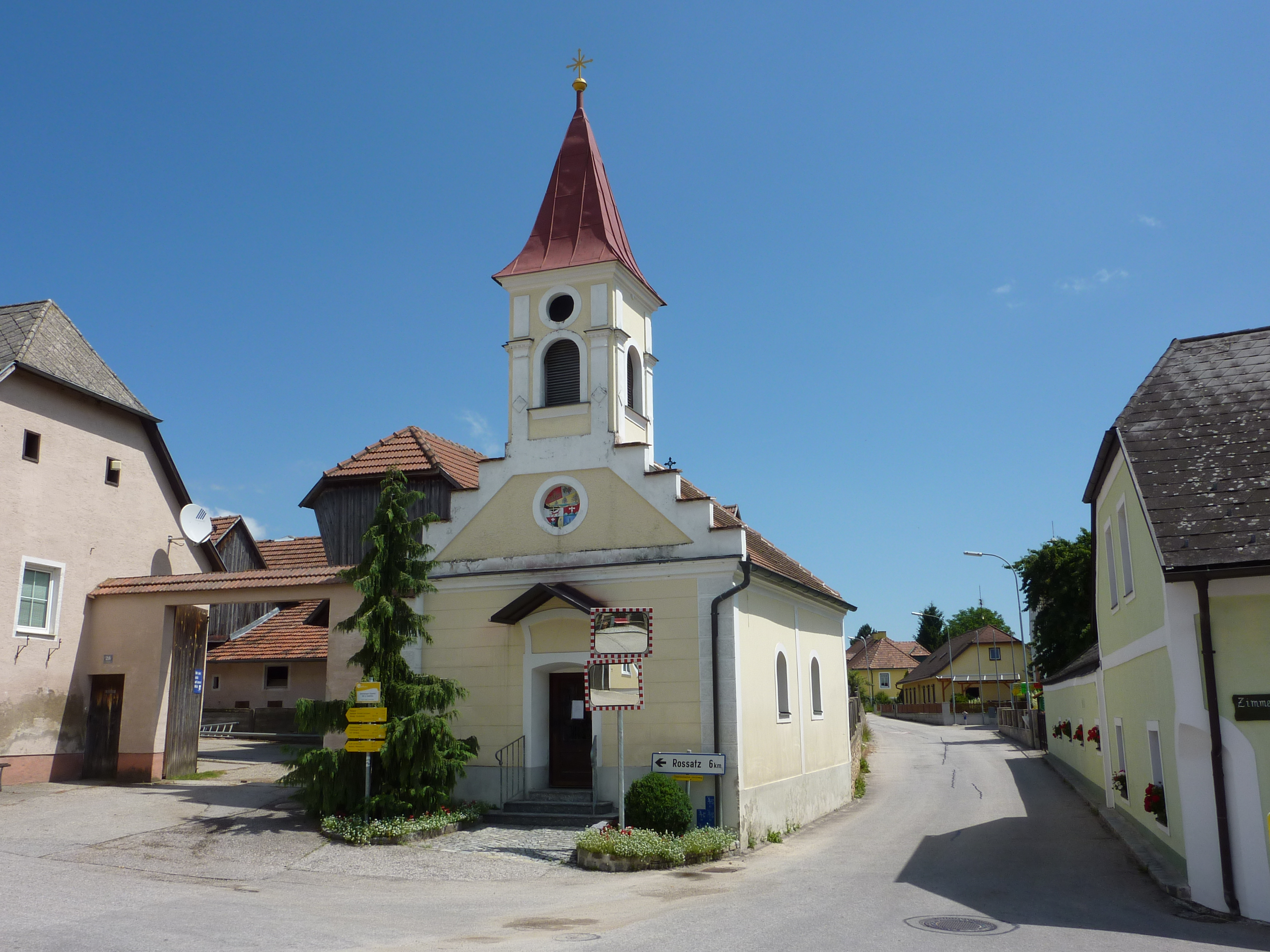
Kaple v Oberbergernu
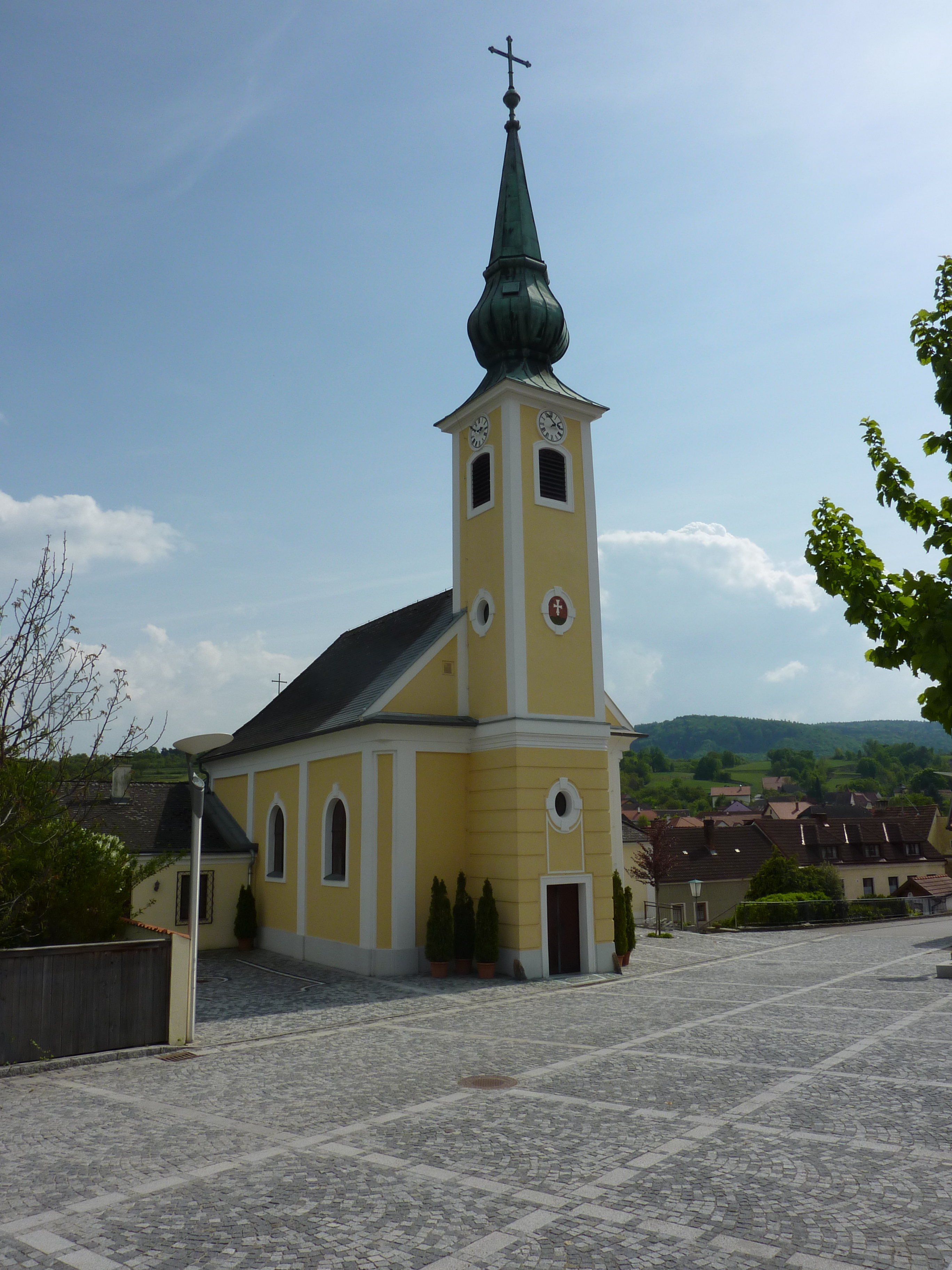
Farní kostel v Unterbergernu
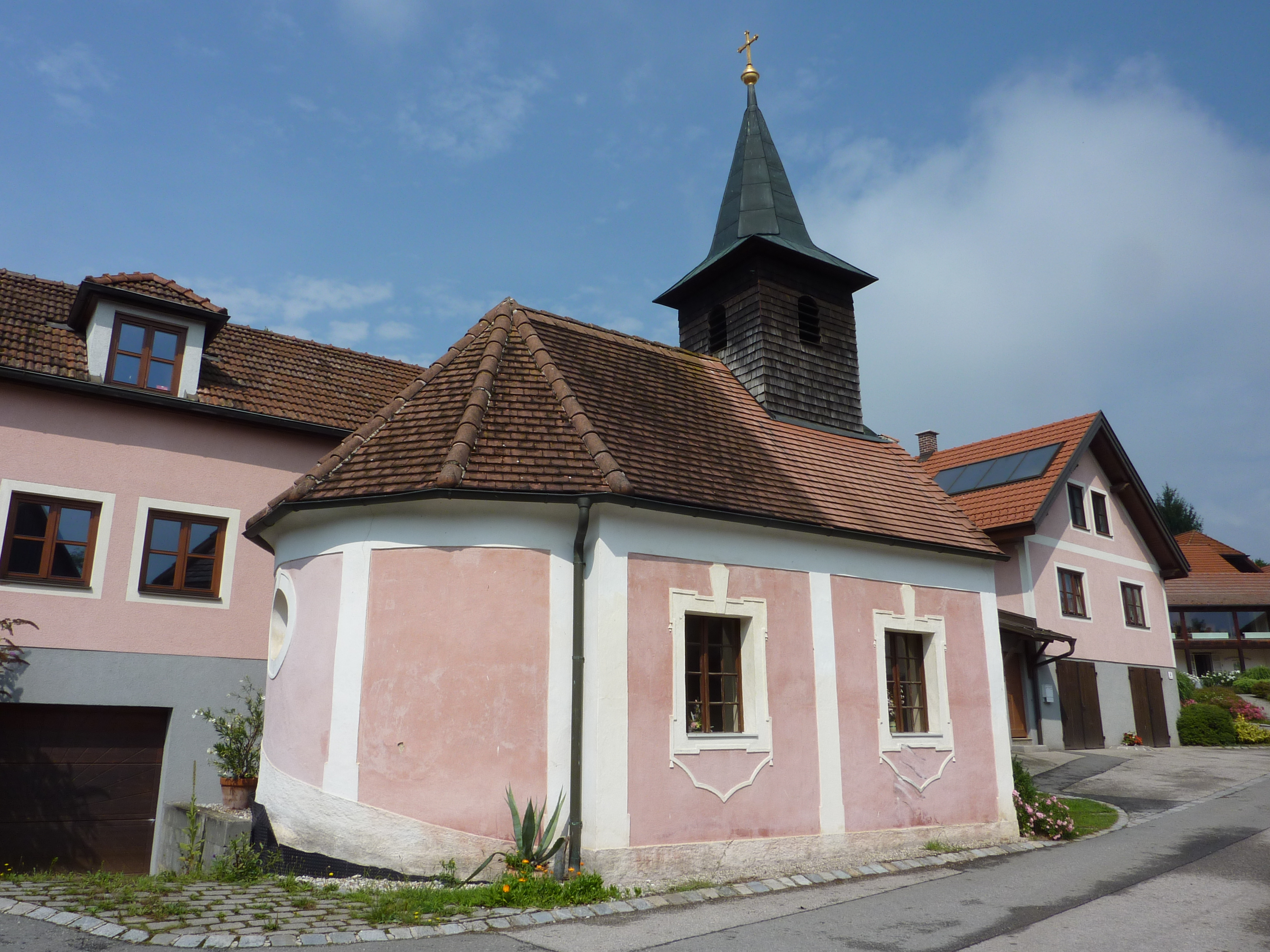
Kaple ve Wolfenreithu
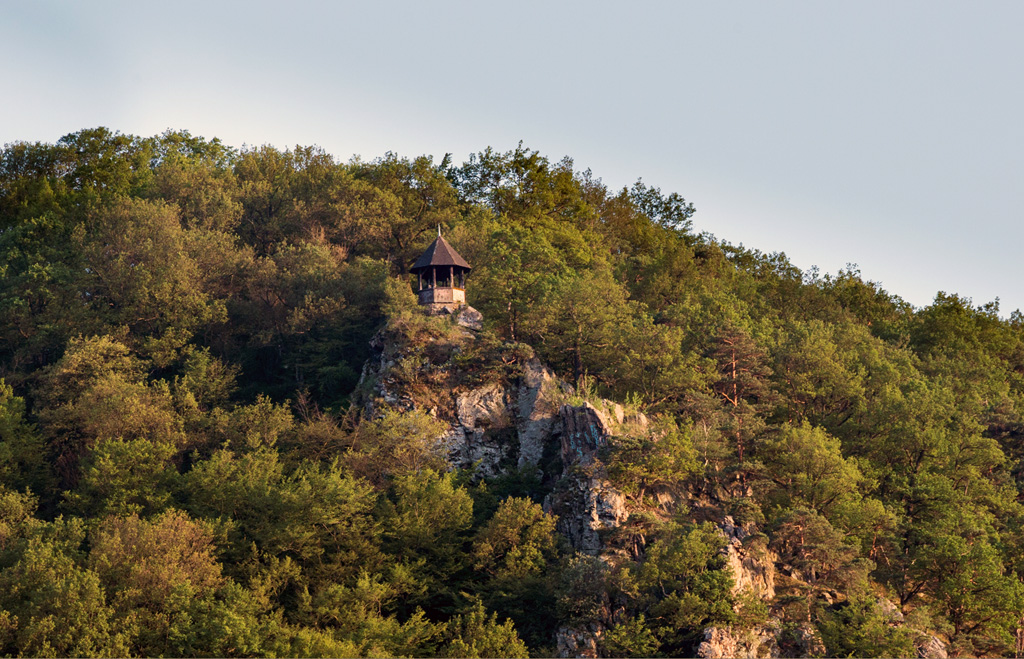
Ferdinandswarte
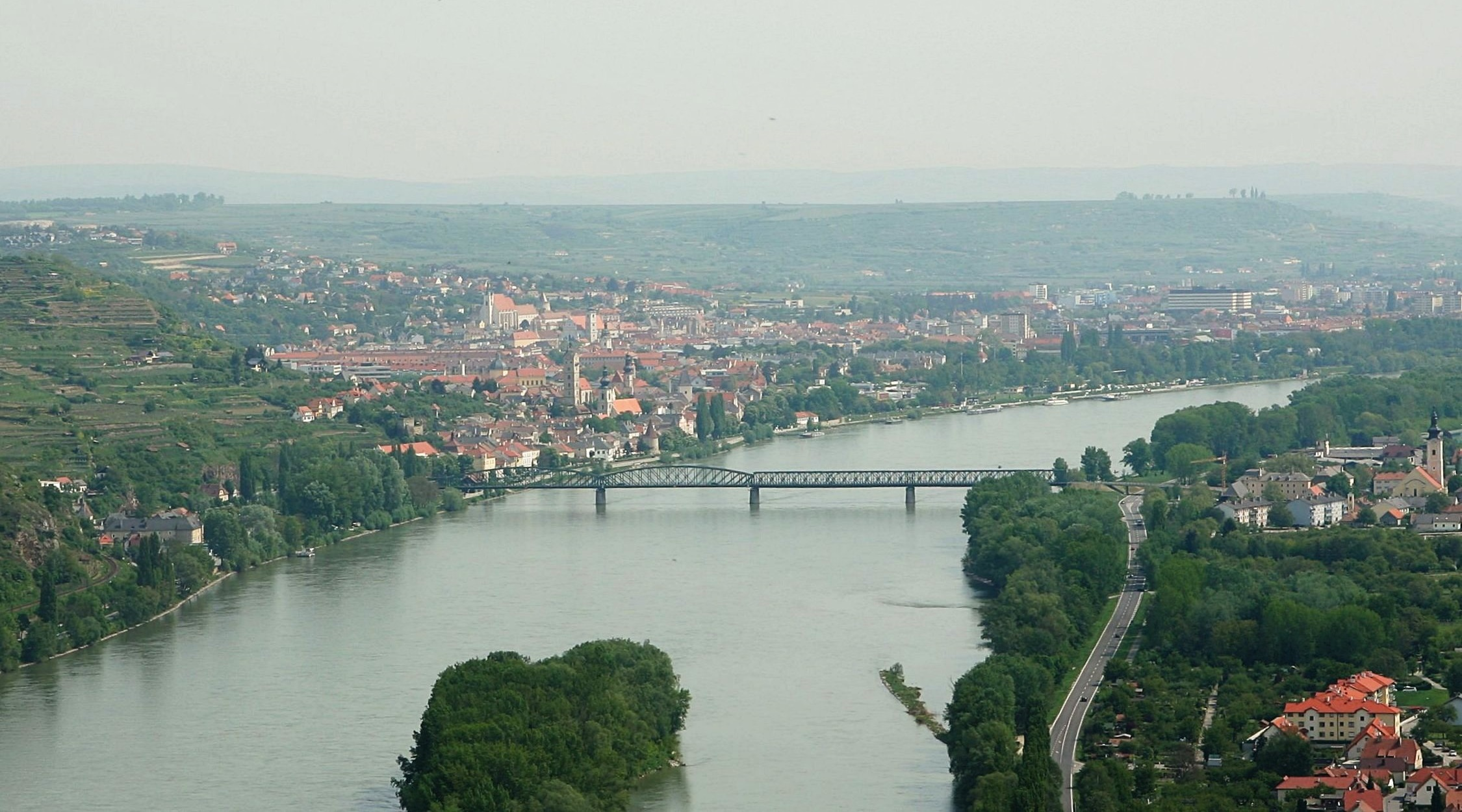
Pohled na město Kremže z Ferdinandswarte